# Lista över fornlämningar i Markaryds kommun
Lista över fornlämningar i Markaryds kommun är en förteckning av ett urval av de fornlämningar som finns i Markaryds kommun.

## Hinneryd
| Namn                          | Lämningstyp             | Tillkomsttid | Historisk indelning | Plats | Läge                 | ID-nr          | Bild                                 |
| ----------------------------- | ----------------------- | ------------ | ------------------- | ----- | -------------------- | -------------- | ------------------------------------ |
| Änga (Hinneryd 12:1)          | Borg                    |              | Hinneryd, Småland   |       | 56.641222, 13.589671 | 10071900120001 | Ladda upp en bild av detta fornminne |
| Kungsstenen (Hinneryd 109:1)  | Minnesmärke             |              | Hinneryd, Småland   |       | 56.551489, 13.465565 | 10071901090001 | Ladda upp en bild av detta fornminne |
| Hinneryd 120:1                | Gravfält                |              | Hinneryd, Småland   |       | 56.656880, 13.747836 | 10071901200001 | Ladda upp en bild av detta fornminne |
| Skagaholm (Hinneryd 121:1)    | Borg                    |              | Hinneryd, Småland   |       | 56.663021, 13.749084 | 10071901210001 | Ladda upp en bild av detta fornminne |
| Hinneryd 141:1                | Stensättning            |              | Hinneryd, Småland   |       | 56.618666, 13.687883 | 10071901410001 | Ladda upp en bild av detta fornminne |
| Hinneryd 162:1                | Stridsvärn              |              | Hinneryd, Småland   |       | 56.566396, 13.470629 | 10071901620001 | Ladda upp en bild av detta fornminne |
| Hinneryd 162:2                | Stridsvärn              |              | Hinneryd, Småland   |       | 56.566267, 13.470375 | 10071901620002 | Ladda upp en bild av detta fornminne |
| Hinneryd 188:1                | Borg                    |              | Hinneryd, Småland   |       | 56.583061, 13.568281 | 10071901880001 | Ladda upp en bild av detta fornminne |
| Hinneryd 202                  | Husgrund, historisk tid |              | Hinneryd, Småland   |       | 56.663210, 13.573278 | 12000000080038 | Ladda upp en bild av detta fornminne |
| Flahulta kvarn (Hinneryd 215) | Kvarn                   |              | Hinneryd, Småland   |       | 56.571771, 13.439304 | 12000000097103 | Ladda upp en bild av detta fornminne |
| Hinneryd 222                  | Röse                    |              | Hinneryd, Småland   |       | 56.616373, 13.629564 | 12000000104834 | Ladda upp en bild av detta fornminne |

## Markaryd
| Namn                          | Lämningstyp    | Tillkomsttid | Historisk indelning | Plats | Läge                 | ID-nr          | Bild                                 |
| ----------------------------- | -------------- | ------------ | ------------------- | ----- | -------------------- | -------------- | ------------------------------------ |
| Markaryd 1:1                  | Gravfält       |              | Markaryd, Småland   |       | 56.458293, 13.574766 | 10073600010001 | Ladda upp en bild av detta fornminne |
| Markaryd 2:1                  | Röse           |              | Markaryd, Småland   |       | 56.457037, 13.579581 | 10073600020001 | Ladda upp en bild av detta fornminne |
| Markaryd 2:2                  | Röse           |              | Markaryd, Småland   |       | 56.456903, 13.579586 | 10073600020002 | Ladda upp en bild av detta fornminne |
| Markaryd 2:3                  | Röse           |              | Markaryd, Småland   |       | 56.456813, 13.579598 | 10073600020003 | Ladda upp en bild av detta fornminne |
| Markaryd 21:1                 | Stridsvärn     |              | Markaryd, Småland   |       | 56.429560, 13.592829 | 10073600210001 | Ladda upp en bild av detta fornminne |
| Hylte skansar (Markaryd 25:1) | Fästning/skans |              | Markaryd, Småland   |       | 56.443516, 13.570286 | 10073600250001 | Ladda upp en bild av detta fornminne |
| Hylte skansar (Markaryd 25:2) | Fästning/skans |              | Markaryd, Småland   |       | 56.442804, 13.568608 | 10073600250002 | Ladda upp en bild av detta fornminne |
| Markaryd 50:1                 | Runristning    |              | Markaryd, Småland   |       | 56.457589, 13.585047 | 10073600500001 | Ladda upp en bild av detta fornminne |
| Markaryd 52:1                 | Stridsvärn     |              | Markaryd, Småland   |       | 56.504297, 13.668256 | 10073600520001 | Ladda upp en bild av detta fornminne |
| Hunestenen (Markaryd 57:1)    | Minnesmärke    |              | Markaryd, Småland   |       | 56.470323, 13.572413 | 10073600570001 | Ladda upp en bild av detta fornminne |
| Markaryd 59:1                 | Stridsvärn     |              | Markaryd, Småland   |       | 56.458752, 13.565700 | 10073600590001 | Ladda upp en bild av detta fornminne |
| Kungsstenen (Markaryd 61:1)   | Minnesmärke    |              | Markaryd, Småland   |       | 56.482596, 13.582044 | 10073600610001 | Ladda upp en bild av detta fornminne |
| Markaryd 115:1                | Stridsvärn     |              | Markaryd, Småland   |       | 56.506986, 13.467490 | 10073601150001 | Ladda upp en bild av detta fornminne |
| Markaryd 223:1                | Stridsvärn     |              | Markaryd, Småland   |       | 56.506811, 13.649987 | 10073602230001 | Ladda upp en bild av detta fornminne |
| Markaryd 233:1                | Stensättning   |              | Markaryd, Småland   |       | 56.498346, 13.466229 | 10073602330001 | Ladda upp en bild av detta fornminne |
| Borgarön (Markaryd 237:1)     | Borg           |              | Markaryd, Småland   |       | 56.493495, 13.498880 | 10073602370001 | Ladda upp en bild av detta fornminne |
| Markaryd 256                  | Stensättning   |              | Markaryd, Småland   |       | 56.434346, 13.576259 | 12000000001243 | Ladda upp en bild av detta fornminne |

## Traryd
| Namn                         | Lämningstyp                      | Tillkomsttid | Historisk indelning | Plats | Läge                 | ID-nr          | Bild                                 |
| ---------------------------- | -------------------------------- | ------------ | ------------------- | ----- | -------------------- | -------------- | ------------------------------------ |
| Traryd 12:1                  | Grav markerad av sten/block      |              | Traryd, Småland     |       | 56.583369, 13.692837 | 10076100120001 | Ladda upp en bild av detta fornminne |
| Traryd 12:2                  | Grav markerad av sten/block      |              | Traryd, Småland     |       | 56.583295, 13.692841 | 10076100120002 | Ladda upp en bild av detta fornminne |
| Traryds skans (Traryd 18:1)  | Fästning/skans                   |              | Traryd, Småland     |       | 56.581192, 13.744020 | 10076100180001 | Ladda upp en bild av detta fornminne |
| Traryd 22:1                  | Stenkammargrav                   |              | Traryd, Småland     |       | 56.573324, 13.765113 | 10076100220001 | Ladda upp en bild av detta fornminne |
| Traryd 23:2                  | Gravfält                         |              | Traryd, Småland     |       | 56.559117, 13.724265 | 10076100230002 | Ladda upp en bild av detta fornminne |
| Kylhults skans (Traryd 37:1) | Fästning/skans                   |              | Traryd, Småland     |       | 56.539200, 13.708565 | 10076100370001 | Ladda upp en bild av detta fornminne |
| Traryd 44:1                  | Husgrund, förhistorisk/medeltida |              | Traryd, Småland     |       | 56.579936, 13.670987 | 10076100440001 | Ladda upp en bild av detta fornminne |
| Traryd 51:1                  | Stensättning                     |              | Traryd, Småland     |       | 56.545094, 13.707172 | 10076100510001 | Ladda upp en bild av detta fornminne |
| Traryd 51:2                  | Grav markerad av sten/block      |              | Traryd, Småland     |       | 56.545149, 13.707366 | 10076100510002 | Ladda upp en bild av detta fornminne |
| Traryd 99:1                  | Röse                             |              | Traryd, Småland     |       | 56.575729, 13.752196 | 10076100990001 | Ladda upp en bild av detta fornminne |
| Traryd 103:1                 | Stenkammargrav                   |              | Traryd, Småland     |       | 56.541266, 13.733805 | 10076101030001 | Ladda upp en bild av detta fornminne |